# Митологија света (књига)
Митологија света (енгл. Mythology of the World) је књига чији је аутор Нил Филип (енгл. Nil Filip), објављена 2004. године. Аутор илустрација је Ники Палин (енгл. Nicki Palin). Српско издање књиге објавила је 2005. године издавачке куће Алнари и Мали Принц из Београда у преводу Иване Ћирковић.

## О аутору
Нил Филип је писац, фолклориста и песник. Добитник је бројних награда и признања, укључујући Езопову награду Америчког фолклорног друштва и Награду за књижевну критику Удружења за дечију књижевност.

## О илустратору
Ники Палин је илустратор који живи и ствара у Норфолку. Њен рад је ушао у избор за многе престижне награде.

## О књизи
Да би објаснили мистерије настанка, силе природе и смрти, народи широм света, од старих Грка до Астека, створили су мноштво прича, ликова и веровања. Књига Митологија света проучава старе и савремене културе, и истражује њихове митове и легенде.
Књига Митологија света пружа увод у историју и порекло митова широм света, приближава многе интригантне теме и харизматичне личности. Садржи више од педесет митова из Европе, Азије, Америке, Африке, Аустралије и Океаније. Укључује именик богова, људи, чудовишта и животиња. Стављен је акценат на препричавање разних митова и легенди. Визуелни приступ – коришћење фотографија и детаљних илустрација Ники Палин, преноси и дочарава сваки мит кроз векове до данашњег читаоца.